# Province dell'Iran
Le regioni dell'Iran (persiano: استان ostān, plurale استان‌ها ostānhā) costituiscono la suddivisione territoriale di primo livello del Paese e sono in tutto trentuno. Ciascuna di esse ha un governo locale, con sede nel rispettivo capoluogo (persiano: مرکز markaz); l'autorità provinciale è il Governatore, nominato dal Ministro degli Interni e approvato dal consiglio dei ministri. Il termine ostān, oltre che con province, viene a volte tradotto con "regioni".

## Storia
Fino al 1950, l'Iran era diviso in 12 province: Ardalan, Azerbaigian, Baluchistan, Fars, Gilan, Araq-e Ajam, Khorasan, Khuzestan, Kerman, Larestan, Lorestan, e Mazandaran. Nel 1950, l'assetto amministrativo venne riorganizzato in maniera da formare dieci province: Gilan, Mazandaran, Azerbaigian Orientale, Azerbaigian Occidentale, Kermanshah, Khuzestan, Fars, Kerman, Khorasan e Isfahan; le sopracitate province erano poi ulteriormente suddivise in governatorati che vennero elevati allo status di provincia tra il 1960 e il 1981. Col passare degli anni sono state istituite svariate nuove province, tre delle quali, le più recenti (2004), derivano dallo scorporo della provincia di Khorasan.

## Elenco nominale regioni dell'Iran

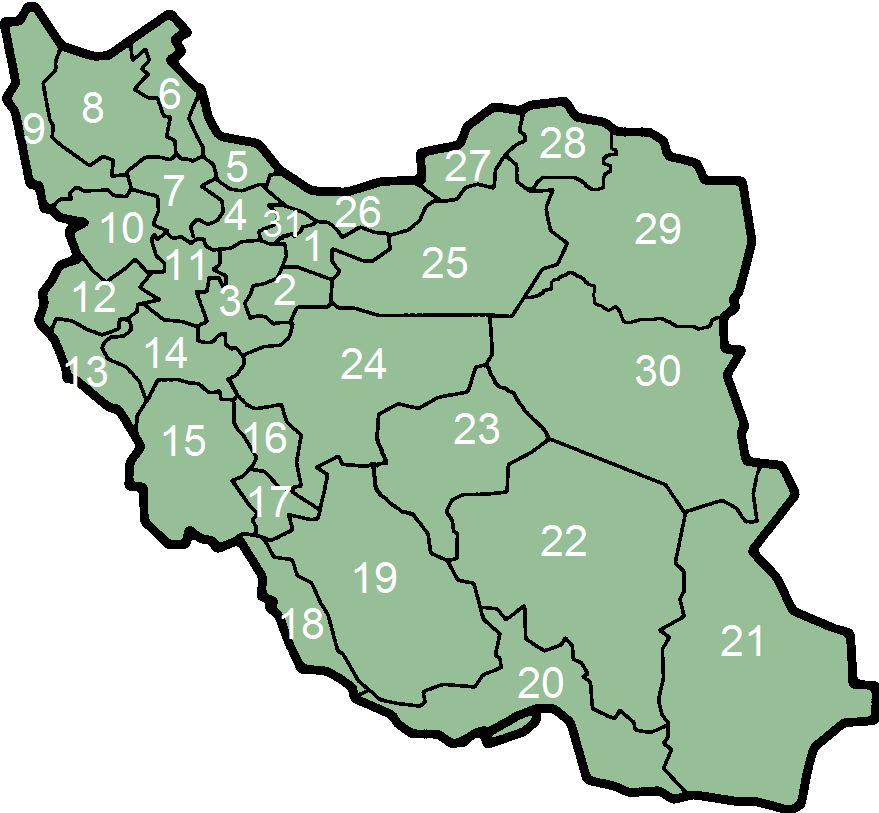
Province dell'Iran

L'Iran si divide in trentuno province (ostānhā, singolare: ostān):
1. Provincia di Teheran
2. Provincia di Qom
3. Provincia di Markazi
4. Provincia di Qazvin
5. Provincia di Gilan
6. Provincia di Ardabil
7. Provincia di Zanjan
8. Azarbaijan Orientale
9. Azarbaijan Occidentale
10. Provincia del Kurdistan
11. Provincia di Hamadan
12. Provincia di Kermanshah
13. Provincia di Ilam
14. Lorestan
15. Khūzestān
16. Chahar Mahal e Bakhtiari

1. Provincia di Kohgiluyeh e Buyer Ahmad
2. Provincia di Bushehr
3. Provincia di Fars
4. Hormozgan
5. Sistan e Baluchistan
6. Provincia di Kerman
7. Provincia di Yazd
8. Provincia di Esfahan
9. Provincia di Semnan
10. Mazandaran
11. Golestan
12. Khorasan Settentrionale
13. Razavi Khorasan
14. Khorasan Meridionale
15. Provincia di Alborz

## Elenco delle province
| Provincia                | Capoluogo    | Superficie (km²) | Popolazione | Densità (ab./km²) | Shahrestān | Note | Mappa |
| ------------------------ | ------------ | ---------------- | ----------- | ----------------- | ---------- | --- | ----- |
| Alborz                   | Karaj        | 5 833            | 2 289 312   | 392,5             | 4          | Fino al 23 giugno 2010, Alborz era parte della provincia di Teheran. |       |
| Ardabil                  | Ardabil      | 17 881           | 1 209 968   | 70,7              | 10         | Fino al 1993, Ardabil era parte della provincia dell'Azerbaigian Orientale |       |
| Azerbaigian Occidentale  | Urmia        | 37 437           | 2 831 779   | 78,8              | 17         | Durante la dinastia Pahlavi Urmia era conosciuta come Rezaiyeh. |       |
| Azerbaigian Orientale    | Tabriz       | 45 650           | 3 527 267   | 76,7              | 19         | |       |
| Bushehr                  | Bushehr      | 22 743           | 866 490     | 35,9              | 9          | Originariamente parte della provincia di Fars. Fino al 1977 la provincia era conosciuta come Khalij-e Fars (Golfo Persico). |       |
| Chahar Mahal e Bakhtiari | Shahrekord   | 16 332           | 843 784     | 51,6              | 7          | Fino al 1973 era parte della provincia di Esfahan. |       |
| Esfahan                  | Esfahan      | 107 029          | 4 499 327   | 41,6              | 22         | Nel 1986, alcuni territori della provincia di Markazi furono trasferiti alle province di Esfahan, Semnan e Zanja. |       |
| Fars                     | Shiraz       | 122 608          | 4 220 721   | 35,8              | 27         | |       |
| Gilan                    | Rasht        | 14 042           | 2 381 063   | 171,7             | 16         | |       |
| Golestan                 | Gorgan       | 20 195           | 1 593 055   | 81,1              | 12         | Il 31 maggio 1997, gli shahrestan di Aliabad, Gonbad-e-Kavus, Gorgan, Kordkuy, Minudasht e Torkaman si sono scissi dalla regione di Mazandaran per far parte del Golestan. Gorgan si chiamava Esteraba o Astarabad fino al 1937. |       |
| Hamadan                  | Hamadan      | 19 368           | 1 674 595   | 91                | 9          | In origine parte della provincia di Kermanshah. |       |
| Hormozgan                | Bandar Abbas | 70 669           | 1 365 377   | 18,6              | 11         | Originariamente parte della provincia di Kerman. Fino al 1977, la regione era conosciuta come Banader va Jazayer-e Bahr-e Oman (Porti e Isole del mare d'Oman).                                                                  |       |
| Ilam                     | Ilam         | 20 133           | 530 464     | 27,1              | 8          | Originariamente parte della provincia di Kermanshah. |       |
| Kerman                   | Kerman       | 180 836          | 2 584 834   | 13,5              | 18         | |       |
| Kermanshah               | Kermanshah   | 24 998           | 1 842 457   | 77,5              | 14         | Tra il 1950 e il 1979, sia la provincia di Kermanshah sia la città omonima erano conosciute come Kermanshahan, e tra il 1979 e il 1995 come Bakhtaran.                                                                           |       |
| Khorasan Settentrionale  | Bojnurd      | 28 434           | 791 930     | 27,7              | 7          | Il 29 settembre del 2004 il Khorasan si divise in tre provincie: Khorasan settentrionale; Razavi Khorasan; Khorasan meridionale.                                                                                                 |       |
| Khorasan Meridionale     | Birjand      | 69 555           | 600 568     | 7,3               | 8          | Il 29 settembre del 2004 il Khorasan si divise in tre provincie: Khorasan settentrionale; Razavi Khorasan; Khorasan meridionale.                                                                                                 |       |
| Khūzestān                | Ahvaz        | 64 055           | 4 192 598   | 67,8              | 23         | |       |
| Kohgiluyeh e Buyer Ahmad | Yasuj        | 15 504           | 621 428     | 44,8              | 5          | Un tempo parte della province di Khuzestan. Fino al 1990 la province era nota come Bovir Ahmadi e Kohgiluyeh. |       |
| Kurdistan                | Sanandaj     | 29 137           | 1 416 334   | 54,0              | 10         | Originariamente parte della provincia di Gilan. |       |
| Lorestan                 | Khorramabad  | 28 294           | 1 689 650   | 62,2              | 10         | Una volta parte della provincia di Khuzestan. |       |
| Markazi                  | Arak         | 29 130           | 1 326 826   | 46,7              | 11         | Originariamente parte della provincia di Mazandaran. Nel 1986, alcune parti della provincia di Markazi furono trasferite alle province di Esfahan, Semnan e Zanjan.                                                              |       |
| Mazandaran               | Sari         | 23 701           | 2 893 087   | 118,9             | 17         | |       |
| Qazvin                   | Qazvin       | 15 549           | 1 127 734   | 75,0              | 5          | Il 31 dicembre 1996, i shahrestan di Qazvin e Takestan si separarono dalla provincia di Zanjan per formare la provincia di Qazvin.                                                                                               |       |
| Qom                      | Qom          | 11 526           | 1 036 714   | 92,4              | 1          | Fino al 1995, Qom era uno shahrestan della provincia di Teheran. |       |
| Razavi Khorasan          | Mashhad      | 144 681          | 5 515 980   | 36,0              | 25         | Il 29 settembre del 2004, il Khorasan si divise in tre province: Khorasan settentrionale; Razavi Khorasan; Khorasan meridionale.                                                                                                 |       |
| Semnan                   | Semnan       | 97 491           | 570 835     | 6,0               | 5          | Originariamente parte della provincia di Mazandaran. Nel 1986, alcune parti della provincia di Markazi furono trasferite alle Province di Esfahan, Semnan e Zanjan.                                                              |       |
| Sistan e Baluchistan     | Zahedan      | 181 785          | 2 349 049   | 12,6              | 14         | Fino al 1986, la provincia era conosciuta come Baluchistan e Sistan. |       |
| Teheran                  | Teheran      | 18 814           | 13 281 858  | 645,8             | 12         | Fino al 1986, Teheran era parte della Provincia di Markazi. |       |
| Yazd                     | Yazd         | 129 285          | 958 323     | 7,4               | 11         | Originariamente parte della provincia di Esfahan. Nel 1986, parte della Provincia di Kerman passò alla province di Yazd. Nel 2002, lo shahrestan Tabas (55 344 km²) fu trasferito dalla provincia di Khorasan a quella di Yazd.  |       |
| Zanjan                   | Zanjan       | 21 773           | 942 818     | 44,6              | 7          | Originariamente parte della provincia di Gilan. Nel 1986, alcune parti della provincia di Markazi furono trasferite alle province di Esfahan, Semnan e Zanjan.                                                                   |       |
| Iran (Totale)            | Teheran      | 1 628 554        | 69 286 913  | 44,0              | 374        | |       |